# Ranulph Fiennes
Sir Ranulph Twisleton-Wykeham-Fiennes, 3.º Baronete, OBE (Windsor, Berkshire, 7 de março de 1944), é um explorador britânico, detentor de vários recordes de resistência e escritor. 
Efectuou várias expedições sendo a primeira pessoa a estar em ambos os Polos por via terrestre, e o primeiro a completar a travessia da Antárctida a pé. Em Maio de 2009, com 65 anos de idade, subiu ao monte Evereste. De acordo com o Guinness Book of World Records de 1984, ele era o maior explorador vivo. Em 1986 e, pela segunda vez, em 1994, recebeu a Medalha Polar. Fiennes escreveu vários livros sobre o seu serviço militar e as suas expedições, tal como um livro a defender Robert Falcon Scott dos modernos revisionistas.

## Obras publicadas
- A Talent for Trouble (1970), ISBN 978-0340128459
- Ice Fall in Norway (1972), ISBN 978-0749319083
- The Headless Valley (1973), ISBN 978-0340158722
- Where Soldiers fear to tread (1976), ISBN 978-0340147542
- Hell on Ice (1979), ISBN 978-0340222157
- To the Ends of the Earth: The Transglobe Expedition, the First Pole-to-pole Circumnavigation of the Globe (1983), ISBN 978-0877954903
- Race to the Pole: Tragedy, Heroism, and Scott's Antarctic Quest (2005), Hyperion; Reprint edition, ISBN 978-0786888580
- Living Dangerously (1988), Time Warner Paperbacks, ISBN 978-0-7515-0434-7
- The Feather Men (1991)
- Atlantis of the Sands (1992), Bloomsbury, ISBN 0-7475-1327-9
- The Sett (1997), Mandarin, ISBN 978-0749321611
- Discovery Road (1998), TravellersEye Ltd, ISBN 978-0-9530575-3-5, (com T. Garratt e A. Brown)
- Fit for Life (1999), Little, Brown & Co, ISBN 0-316-85263-5
- Home of the Blizzard: A True Story of Antarctic Survival, Birlinn Ltd, ISBN 978-1-84158-077-7, (by Sir Douglas Mawson, foreword by Ranulph Fiennes)
- Just for the Love of it: The First Woman to Climb Mount Everest from Both Sides (2000), Free to Decide Publishing, ISBN 978-0-620-24782-5, (by Cathy O'Dowd, foreword by Ranulph Fiennes)
- Across the Frozen Himalaya: The Epic Winter Ski Traverse from Karakoram to Lipu Lekh (2000), Indus Publishing Company, ISBN 978-81-7387-106-1, (de Harish Kohli, prefácio de Ranulph Fiennes)
- The Antarctic Dictionary: A Complete Guide to Antarctic English, (2000) Museum Victoria Publishing, ISBN 978-0-9577471-1-1, (by Bernadette Hince, foreword by Ranulph Fiennes)
- Beyond the Limits (2000),  Little, Brown & Co, ISBN 978-0-316-85706-2
- The Secret Hunters (2002), Time Warner Paperbacks, ISBN 978-0-7515-3193-0
- Above the World: Stunning Satellite Images From Above Earth (2005), Cassell Illustrated, a division of the Octopus Publishing Group, ISBN 978-1-84403-181-8 (prefácio de Ranulph Fiennes)
- Moods of Future Joys (2007), Adlibbed Ltd, ISBN 978-1-897312-38-4 (de Alastair Humphreys, prefácio de Ranulph Fiennes)
- Extreme Running (2007) Pavilion Books, ISBN 978-1-86205-756-2, (de Dave Horsley e Kym McConnell, prefácio de Ranulph Fiennes)
- Travels with My Heart: The Essential Guide for Travellers with Heart Conditions (2007) Matador, ISBN 978-1-905886-88-3, (de Robin Liston, prefácio de Ranulph Fiennes)
- Face to Face: Polar Portraits (2008), The Scott Polar Research Institute with Polarworld, ISBN 978-0-901021-07-6 (com Huw Lewis-Jones, Hugh Brody e Martin Hartley (fotógrafo))
- 8 More Tales from the Travellers: A Further Collection of Tales by Members of the Travellers Club, M. Tomkinson Publishing, ISBN 978-0-905500-74-4 (com Sir Chris Bonington, Sandy Gall e others)
- Mad, Bad and Dangerous to Know (2008), Hodder & Stoughton, ISBN 978-0-340-95169-9
- Mad Dogs and Englishmen: An Expedition Round My Family (2010), Hodder & Stoughton, ISBN 978-0-340-92504-1
- Running Beyond Limits: The Adventures of an Ultra Marathon Runner (2011), Mountain Media, ISBN 978-0-9562957-2-9, (by Andrew Murray, introdução de Ranulph Fiennes)
- Killer Elite (2011), Hodder & Stoughton Ltd, ISBN 978-1-4447-0792-2 (antes publicado como The Feather Men)
- My Heroes: Extraordinary Courage, Exceptional People (2011), Hodder & Stoughton Ltd, ISBN 978-1-4447-2242-0
- The Last Expedition (2012), Vintage Classics ISBN 978-0-09-956138-5 (do capitão Robert Falcon Scott, nova edição e introdução de Ranulph Fiennes)
- Cold: Extreme Adventures at the Lowest Temperatures on Earth (2013) Simon & Schuster ISBN 978-1-47112-782-3